# Света Ирина (Константинопол)
„Света Ирина“ (на гръцки: Αγία Ειρήνη, Агия Ирини; на турски: Aya İrini, Ая Ирини) е бивша православна църква, разположена в двора на двореца Топкапъ в Истанбул, Турция, днес превърната в музей. Тя е катедрална църква на Вселенската патриаршия преди освещаването на „Света София“ през 360 година.

## История
Сградата е разположена на мястото на езически храм на Афродита (открит в 1946 година) и се смята, че е първата църква, построена в Константинопол. Император Константин I построява църквата в 4 век. В нея до освещаването на „Света София“ в 360 година е седалището на Вселенската патриаршия. В 381 година в Света Ирина е проведен Вторият вселенски събор. В 397 патриарх Нектарий мести в „Света Ирина“ седалището на патриаршията поради пожар в „Света София“. В 404 година „Света София“ изгаря напълно и седалището на патриаршията отново е преместено в „Света Ирина“ до 415 година, когато „Света София“ е възстановена.
По време на въстанието Ника в 532 година „Света Ирина“ е изгорена, но император Юстиниан I веднага я възстановява. Прокопий Кесарийски пише, че величието на новата църква засенчва всички други в Константинопол. В нея се служат обикновените литургии от патриарха и затова църквата често е наричана патриаршия.
Нов пожар в 564 година унищожава атриума и нартекса, които веднага са изградени отново. В 740 година „Света Ирина“ пострадва силно от земетресение и след реставрацията придобива в общи линии сегашния си вид.
След Завладяването на Константинопол от османските турци в 1453 година поради близостта на „Света София“ и на Синята джамия църквата не е превърната в джамия, а е използвана като арсенал от еничарския корпус до 18 век. От 1846 година „Света Ирина“ става Археологически музей, от 1869 до 1875 – Императорски музей, а от 1908 година – Военен музей.

## Днес
Днес музеят служи предимно за концертна зала за класическа музика, поради необичайно добрата си акустика и внушителна атмосфера. В нея от 1980 година всяко лято се провеждат повечето от концертите на Истанбулския международен музикален фестивал.
Благодарение на това, че след завоюването на Константинопол „Света Ирина“ не е превърната в джамия, тя запазва в общи линии оригиналния си вид. Църквата е класическа кръстокуполна базилика.
„Света Ирина“ е единствената византийска църква в Истанбул, която е запазила оригиналния си олтар. Големият кръст над олтарната конха, където обикновено в православната традиция се поставя изображение на Христос Пантократор е уникален пример за иконоборческо изкуство. В притвора са запазени мозайки от времето на Константин Велики.
В църквата има саркофаг, в който според легендата са мощите на Константин Велики.